# Шраудольф, Иоганн
Иоганн фон Шраудольф (13 июня 1808, Оберстдорф, Королевство Бавария — 31 мая 1879, Мюнхен) — немецкий исторический живописец. Член «Союза святого Луки» (назарейцев). Почётный гражданин г. Шпайер.

## Биография
Сын плотника. Брат художника Клавдия Шраудольфа.
Получил образование в Мюнхенской академии художеств. Ученик Й. Шлоттгауэра.
Работал под руководством П. фон Корнелиуса в создании фресок в мюнхенской глиптотеке, потом помогал Г. Гессу в его работах по украшению живописью мюнхенской придворной капеллы Всех Святых и базилики, и в 1846—1853 годах украсил Шпайерский собор фресками собственного сочинения, составляющими главные и лучшие произведения его кисти (новозаветные сцены от «Явления Христа на проповедь» до «Сошествия Св. Духа на апостолов», эпизоды из житий Богородицы и св. Бернарда де Клерво, «Убиение св. Стефана каменьями», «Посвящение первых христианских диаконис папой Стефаном» и «Пленение папы Стефана в римских катакомбах»).
В 1848 году Шраудольф был награждён Баварским орденом Святого Михаила. 1 октября 1849 года стал профессором Мюнхенской академии художеств, одним из первых получил Орден Максимилиана «За достижения в науке и искусстве». Город Шпайер присвоил ему звание почётного гражданина. Король Людвиг I Баварский в 1862 году возвёл его в дворянство.
В числе его известных учеников Маттиас Шмид и сын Клаудиус Шраудольф.
Важнейшие из картин И. Шраудольфа, написанные масляными красками: «Руфь и Ноеминь», «Христос, исцеляющий больных» и «Чудесный лов рыбы апостолом Петром» находятся в мюнхенской Новой пинакотеке, «Рождество Христово» — в тамошнем Максимилианеуме. Благородная простота композиции и искренность выраженного в ней религиозного чувства составляют главные достоинства всех произведений этого художника, напоминающих собой работы старинных итальянских мастеров, особенно Фра Беато Анджелико.
Многие работы художника были уничтожены во время Второй мировой войны.